# Смирнова, Тамара Владимировна
Тамара Владимировна Смирнова (Валентинова; 20 января 1911 Казань — после 1981) — советская актриса оперетты, народная артистка РСФСР.

## Биография
Тамара Владимировна Смирнова (в замужестве Валентинова) родилась 20 января 1911 года в Казани.
В 1932 году закончила Томский музыкальный техникум по классу пения (педагог М. А. Фёдорова). В 1932—1938 годах выступала как солистка музыкальных театров Новосибирска, Самары, Архангельска.
В 1938—1961 годах — ведущая солистка Воронежского театра музыкальной комедии. Обладала прекрасными вокальными и сценическими данными, ярким драматическим талантом. 

## Награды и премии
- Народная артистка РСФСР (1957).

## Работы в театре
- «Нищий студент» Карла Миллёкера — Лаура
- «Корневильские колокола» Робер Планкетт — Серполетта
- «Роз-Мари» Герберт Стотхарт и Рудольф Фримль — Жанна, Ванда
- «Перикола» Жак Оффенбах — Розита
- «Сильва» Кальмана — Сильва
- «Фиалка Монмартра» Имре Кальман — Виолетта и Нинон
- «Баядера» Имре Кальман — Мариэтта
- «Принцесса цирка» Имре Кальман — Каролина
- «Нищий студент» Карл Миллекер — Бронислава
- «Продавец птиц» Карл Целлер — Кристина
- «Летучая мышь» Иоганн Штраус — Адель
- «Цыганский барон» Иоганн Штраус — Мирабелла
- «Белая акация» Исаак Дунаевский — Ольга Ивановна
- «Поцелуй Чаниты» Юрий Милютин — Розалия
- «Вас ждут друзья» Валентин Белиц — Анфиса
- «Вольный ветер» Дунаевского — Пепитта
- «Свадьба в Малиновке» Александрова — Яринка
- «Трембита» Милютина — Парася Никаноровна
- «Золотая долина» Дунаевского — Кэто